# 東南角部屋二階の女
『東南角部屋二階の女』（とうなんかどべやにかいのおんな）は、2008年の日本映画である。
池田千尋監督。西島秀俊主演。2008年9月20日に公開された。

## あらすじ
野上孝（西島秀俊）の父が死んだ。父が残した多額の借金を返済しなければならず、祖父・野上友次郎（高橋昌也）の土地を売ろうと思いつくが、なかなか祖父を説得することができない。
やがて、その土地に建つアパートで、恋人（大谷英子）に去られたばかりで会社の後輩だった三崎哲（加瀬亮）と、見合い相手の豊島涼子（竹花梓）との三人での共同生活が始まる。

## キャスト
- 野上孝 - 西島秀俊
- 三崎哲 - 加瀬亮
- 豊島涼子 - 竹花梓
- 野上友次郎 - 高橋昌也
- 夏見藤子 - 香川京子
- 石山清六 - 塩見三省
- 大谷英子
- 赤堀雅秋
- 浜田晃
- 利重剛
- 伊藤沙莉